# امیل بک
امیل بک (انگلیسی: Emil Boc؛ زاده ۶ سپتامبر ۱۹۶۶) یک سیاست‌مدار اهل رومانی است. وی بین سال‌های ۲۰۰۸ تا ۲۰۱۲ نخست‌وزیر رومانی بود.